# 熊の鼻展望台

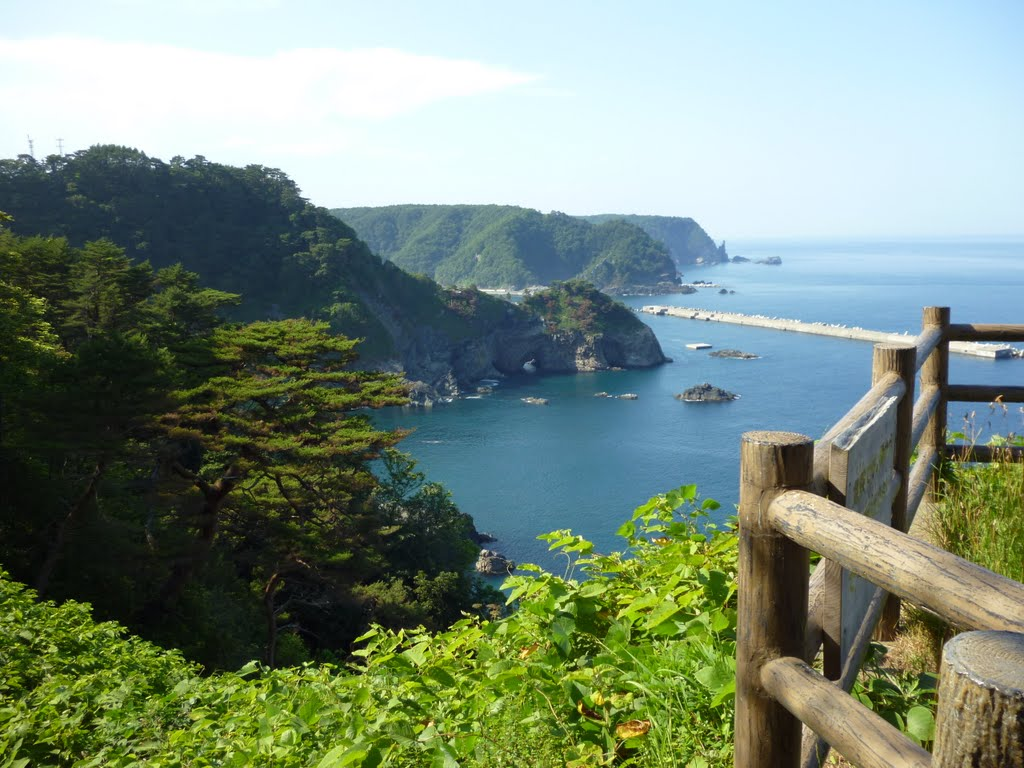
熊の鼻展望台から北を望む（2011年）

熊の鼻展望台（くまのはなてんぼうだい）は、岩手県下閉伊郡岩泉町にある、三陸海岸の海岸段丘の景観を展望するために開設された展望台。

## 概要
三陸復興国立公園の一角にあり、「熊の鼻」は海抜70mほどの展望台より北に望める。1985年（昭和60年）に地方港湾に指定された小本港の南にある小さな半島が、熊の鼻に似ていることから、それを望める展望台ということでこの名がついた。「熊之鼻」と表記されることもある。所在地の地名を表すものではない。
「熊の鼻」は国道45号線からは見えないために、脇道に数百m入る必要がある。海岸近くの崖の上にあるため、防護柵、それと休憩用のベンチとテーブルがあり、すぐ側に、赤茶色の屋根の一軒家ふうの公衆トイレがある。

## 設備
- 休憩用ベンチ
- トイレ

## 所在地
岩手県下閉伊郡岩泉町小本字本茂師